# Ahmed Tarbi
Ahmed Tarbi né le 23 mars 1954 à Arris et mort le 7 mai 2021 à Batna, est un haltérophile algérien. Il a participé aux Jeux olympiques de 1984 de Los Angeles. 

## Biographie
Il a été un athlète de l'équipe de Chabab Batna et de l'équipe nationale, il a gagné plusieurs titres nationaux et internationaux.  
De 1971 à 1991, Ahmed Tarbi remporte  le titre de champion d'Algérie et  il a été sacré champion arabe à trois reprises. En 1987 et 1990, Il remporte la médaille d'or lors des Jeux africains  également en 1979 et 1983,  la médaille d'argent aux Jeux méditerranéens à deux reprises , en 1973  le titre  de champion maghrébin .  
Aux Jeux africains de 1987, Ahmed Tarbi est premier à l'arraché, second à l'épaulé-jeté et enfin médaillé d'argent dans la catégorie des moins de 56 kg.
Aux Jeux africains de 1991, il termine premier à l'arraché, troisième à l'épaulé-jeté et médaillé d'argent au total dans la catégorie des moins de 56 kg. Il a participé aux Jeux olympiques de 1984 de Los Angeles. Il fut médaillé, mais reconnu de dopage, son titre lui a été retiré.  
Mort le 7 mai 2021 à Batna, il était hospitalisé au niveau du service des urgences médicales (cardiologie) au Centre hospitalo-universitaire de la ville de Batna.  

## Palmarès
| Date | Compétition         | Lieu       | Résultat | Épreuve         | Performance |
| ---- | ------------------- | ---------- | -------- | --------------- | ----------- |
| 1975 | Jeux méditerranéens | Alger      | 2e       | Arraché (52 kg) | 85 kg       |
| 1983 | Jeux méditerranéens | Casablanca | 2e       | Total (56 kg)   | 232,5 kg    |